# 黄宫 (哥本哈根)
黄宫（丹麥語：Det Gule Palæ），位于丹麦哥本哈根腓特列堡区，阿马林堡宫旁的阿馬林街。它是哥本哈根的第一座新古典主义建筑。
1810年，弗雷德里克六世购买这座建筑，用作招待访问皇室的亲戚的客房。1837年，弗雷德里克七世将它交给刚从德国来到哥本哈根的侄子格呂克斯堡的克里斯蒂安王子。这时没有人知道，他会成为后来丹麦格呂克斯堡王朝的第一位国王克里斯蒂安九世。王子住在此处，直到1865年成为国王，才移居阿马林堡宫。克里斯蒂安王子的几个子女分别成为欧洲数国的国王和王后：丹麦国王弗雷德里克八世、英国王后丹麥的亞歷山德拉、希腊国王乔治一世和俄国皇后瑪麗亞·費奧多蘿芙娜，他们都出生于黄宫。
住在黄宫的最后一位皇室成员是瓦尔德马王子，他住在此处直到1939年去世。